# قشلاق قویینک
قشلاق قویینک، روستایی از توابع بخش مرکزی شهرستان ورامین در استان تهران ایران است.

## جمعیت
این روستا در دهستان بهنام پازوکی جنوبی قرار دارد و براساس سرشماری مرکز آمار ایران در سال ۱۳۸۵، جمعیت آن ۲٬۶۵۳ نفر (۶۳۱خانوار) بوده‌است.